# Associació Francisco de Vitoria
L'Associació de Jutges i Magistrats Francisco de Vitòria (FV) és una de les cinc associacions professionals de jutges espanyols.
Donat que els jutges espanyols tenen prohibit pertànyer a sindicats, les associacions professionals com la Francisco de Vitoria han adoptat el paper de protegir els drets i condicions laborals dels jutges.
Va sorgir com a corrent d'opinió el 10 de gener de 1984, dins de l'APM, però en prohibir-se els corrents d'opinió en el IV Congrés de l'APM, aquest grup va decidir separar-se creant aquesta associació el 27 de setembre de 1984.
L'any 2006 el CGPJ va certificar que tenia 468 membres. El 2008 l'associació era la segona en nombre d'associats, integrant a més de 520, només superada per l'APM. El 30 de gener de 2009 va convocar, juntament amb el Fòrum Judicial Independent, la primera vaga de jutges en la història d'Espanya.